# 3月22日运动
3月22日运动（法語：Mouvement du 22 Mars）是发生于法国巴黎第十大学的学生运动，开始于1968年3月22日。参与的学生占领了学校的行政大楼以反对越战。学生占领大楼后，校方报了警，随后演变成一场混战，引起了媒体和知识分子的关注。这一事件被认为是五月风暴的导火索之一。